# Lepanthes gin-ganii
Lepanthes gin-ganii är en orkidéart som beskrevs av Carlyle August Luer och Thoerle. Lepanthes gin-ganii ingår i släktet Lepanthes och familjen orkidéer. Inga underarter finns listade i Catalogue of Life.